# Карађорђев град
Карађорђев град је био утврђени град у Тополи, подигнут у периоду између 1811. и 1813. године. Град је био опасан шанцем са троспратним кулама и бедемима за непосредну одбрану и војне маневре.
Карађорђев град заједно са градским језгром и Задужбинским комплексом Краљ Петар I на Опленцу представља непокретно културно добро као просторно културно-историјска целина, решењем Завода за заштиту споменика културе Крагујевац бр. 203/1 од 16. јуна 1970. године.
Вођа Првог српског устанка Карађорђе Петровић, који је рођен у оближњем селу Вишевцу, настанио се уочи устанка у непосредној близини вароши Тополе, у засеоку Крћевац. Поставши велики вожд, Карађорђе је од Тополе направио своју престоницу и центар државног живота ослобођене Србије. 
Карађорђев град је значајан као највећи градитељски подухват устаничке Србије, који су, према Карађорђевој замисли, извели познати неимари Димитрије, Сава Перишић из Београда, Андрија из Паланке, Ђура из Пожаревца и Цена из Бискупа у Рамској нахији са својим зидарским дружинама. 
Унутар утврђеног града налазили су се породични и гостински конак, као и црква посвећена Рођењу Пресвете Богородице познатија од именом Карађорђева црква. Звоник цркве био је смештен у југоисточној кули тврђаве, а њена три звона изливена у тополивници у Доњем граду Београдске тврђаве била су прва звона која су се огласила у слободној Србији. Међутим, сломом Првог српског устанка и повратком турске војске, срушен је и запаљен Карађорђев град. Успоном кнеза Милоша и смакнућем Карађорђа, Топола је изгубила свој првобитни значај.
До данас је очуван рестаурирани конак са кулом, црква са звоником и школска зграда у којој се налазила Народна библиотека “Радоје Домановић”, као и споменик Карађорђу, подигнут пред Други светски рат.

## Галерија
- Улазна капија
- Споменик кнезу Александру и кнегињи Персиди
- Стара школа
- Споменик Карађорђу и Црква Рођења Пресвете Богородице (Карађорђева црква)